# Сосна Жеффрея
 Сосна́ Жеффре́я, или Сосна́ Дже́ффри (лат. Pínus jéffreyi), — растение, крупное дерево рода Сосна семейства Сосновые (Pinaceae), близкая по родству сосне жёлтой. В естественных условиях растёт в западных районах Северной Америки.

## Описание
Средняя высота взрослого дерева 24—39 м (максимум — 61 м). Толщина ствола 60—120 см в диаметре; ствол обычно прямой. Крона широко конусообразная либо закруглённая. Кора жёлто- либо светло-коричневая, толстая с глубокими нерегулярными трещинами, в результате чего кора имеет вид чешуйчатых пластин неправильной формы; с запахом лимона и ванили во время вегетационного периода. Крупные ветви направлены вверх с расширением; ветки прочные (до 2 см толщиной), фиолетово-коричневые, часто серовато-голубые, с возрастом грубеют. Почки яйцевидные, желтовато- либо красновато- коричневые, 2—3 см длиной, не смолистые; на краях чешуек заметна бахрома.
Хвоинки собраны по 3 в пучок, расширяющиеся, длиной 12—22 см, толщиной 1,5—2 мм, сохраняются в среднем 4—6 лет (реже 2—7 лет); слегка изогнуты, серо- или жёлто-зелёные, по бокам хвоинок хорошо видны белые устьичные линии, края мелкозубчатые. На концах хвоинки заострённые либо сильно сужаются; обвёртка 1,5—2,5 см, имеет постоянную основу. Мужские колоски (шишки) заострённо-цилиндрические, 20—35 мм длиной, окраска может быть жёлтая, желто- или фиолетово-коричневая.
Женские шишки созревают раз в 2 года, после чего разбрасывают семена и отмирают; расположены почти на концах ветки. Шишки расширяющиеся, слегка асимметричные, конусообразно-яйцевидные перед раскрытием и цилиндрично-яйцевидные после раскрытия, обычно 15—30 см длиной (реже от 10 см), светло-красно-коричневые, обычно бесчерешковые или на коротком черешке до 0,5 см. Нижняя поверхность чешуек не темнее верхней поверхности, иногда резко контрастирет с ней по цвету. Чешуек в нижней спирали 8 и более в ряд, если смотреть сбоку; разделены друг от друга не так отчётливо. Апофиз (выступ) чешуи слегка утолщён и приподнят, не килеватый; выступ расположен в центре, слегка приподнятый, с коротким, тонким, завёрнутым шипом. Семена эллипсоидно-яйцевидные, около 1 см, коричневые или серо-коричневые, испещрённые темными пятнышками, крыло до 2,5 см.

### Отличие от схожих видов
В отличие от сосны жёлтой у сосны Жеффрея хвоинки серовато-зелёные и более тусклые, а шишки более крепкие, тяжелые и с большими по размеру семенами. Также у сосны Жеффрея смола имеет запах лимона и ванили, в то время как смола сосны жёлтой пахнет скипидаром.

## Распространение
Произрастает на территории США, начиная с юго-запада Орегона на юг через почти всю Калифорнию (в основном в районах горного хребта Сьерра-Невада) до полуострова Баха-Калифорния в Мексике. Предпочитает расти в горах на высоте 1000—2000 м над уровнем моря, а на юге ареала на высоте 1800—3000 м над уровнем моря.
Сосна Жеффрея толерантна к серпентиновым почвам и часто доминирует в этих условиях, даже на сухих участках на низких высотах. На других почвах она доминирует только на больших высотах, где обычно быстрорастущая сосна жёлтая не распространена так сильно.

## Гибриды
Гибриды сосна Жеффрея образует в местах совместного сосуществования с сосной Культера (Pinus coulteri), таких как Лагуна (Laguna), Джан-Джакинто (Jan Jacinto) и Сан-Бернардино в Калифорнии. В случае скрещивания образовавшиеся шишки имеют характеристики обоих видов.

## Интересные факты
- Самая старая сосна Жеффрея была обнаружена в 1964 году на перевале Тиога (Tioga Pass, 37°05′ с. ш. 119°09′ з. д.HGЯO) в Калифорнии, на высоте 2591 м над уровнем моря. На основании количества колец её возраст составлял 813 лет[2].
- Самое высокое дерево находится в Йосемитском национальном парке, его высота составляет 56,7 м.